# Barras de color
La mira o carta de barras de color es una señal de vídeo que se utiliza en la producción de televisión para la comprobación del estado de los sistemas de producción, que generan, tratan y transmiten la señal de televisión.

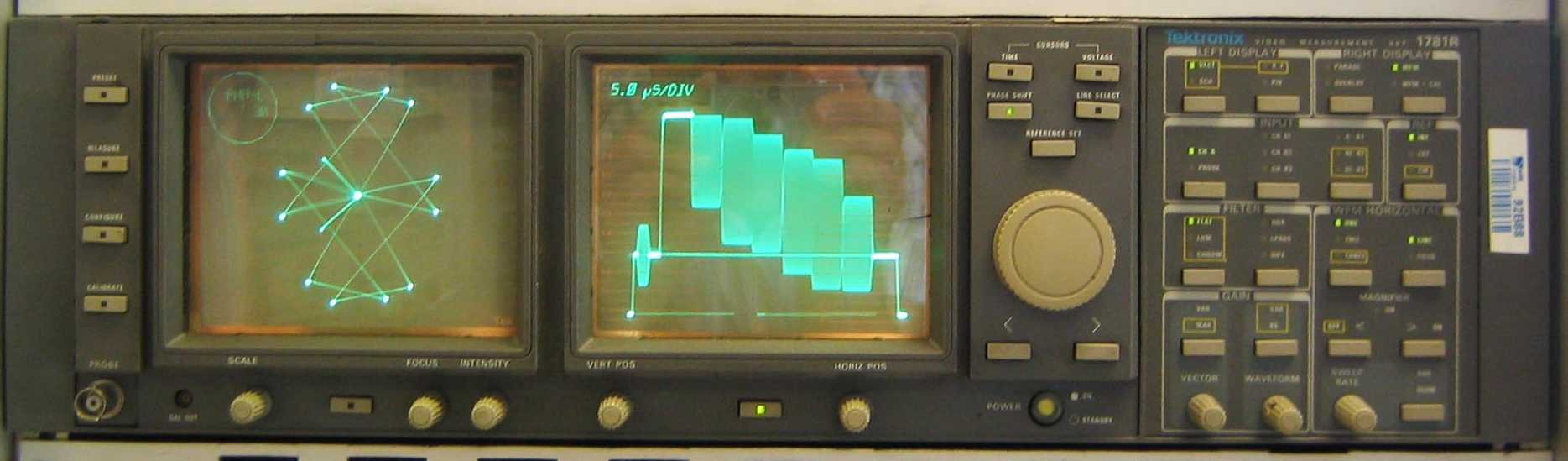
Barras de color EBU vistas en un MFO y un vectorscopio.

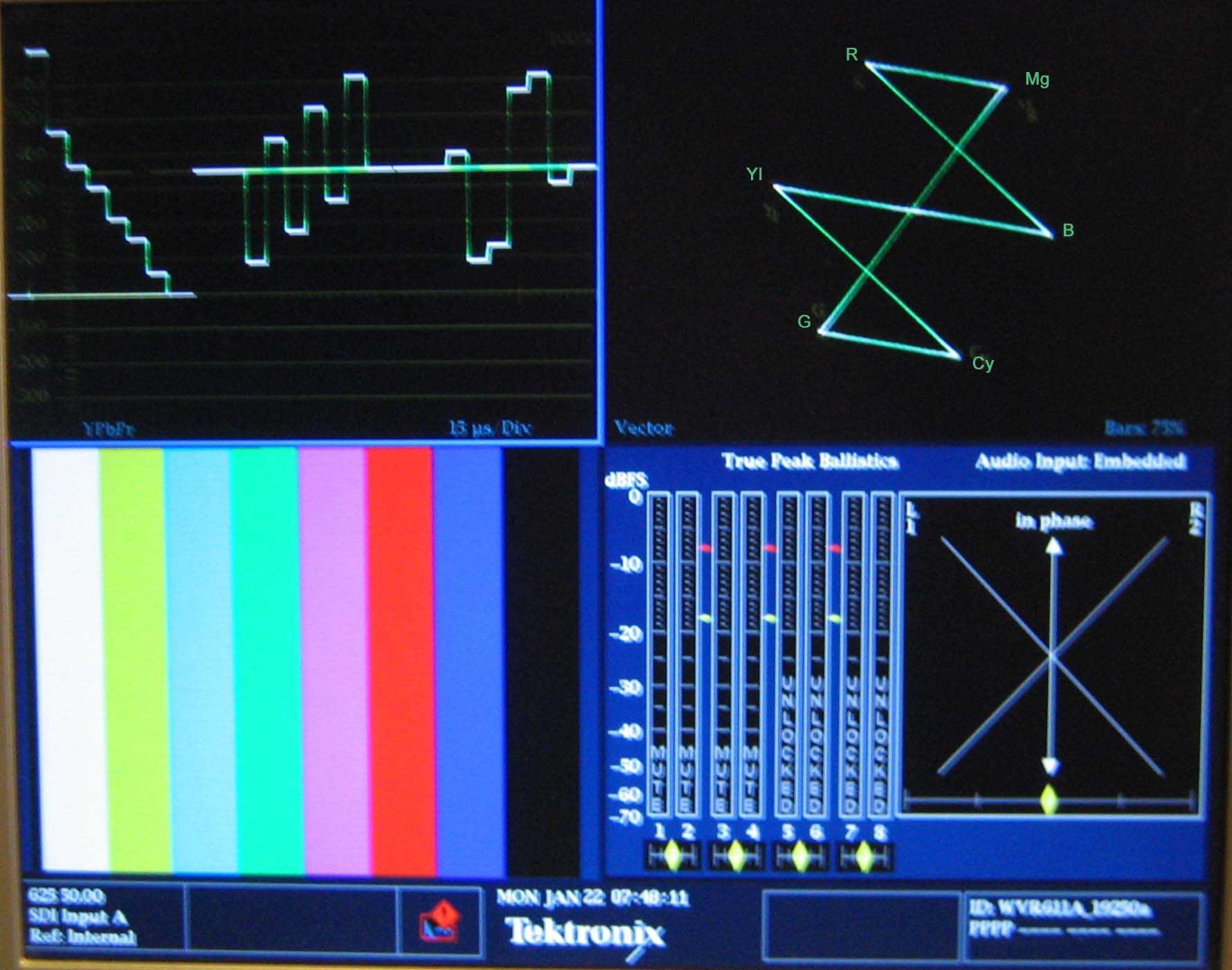
Barras de color EBU en formato YUV.

## Mira rainbow
Las barras de colores saturados en el orden natural del espectro solar (en orden del arco iris) y la captamos mediante una cámara de vídeo de color obtenemos por cada canal de la cámara una señal concreta, que una vez codificada en el sistema de color (PAL, NTSC o SECAM) correspondiente, nos da la señal de barras de color. En el caso de la mira rainbow, el sistema usado antiguamente es el NTSC.
El orden de los colores es el siguiente; negro, rojo, amarillo, verde, cian, azul, púrpura (magenta) y blanco. Los niveles de las señales de luminancia y de componentes de color obtenidos en esta mira son:

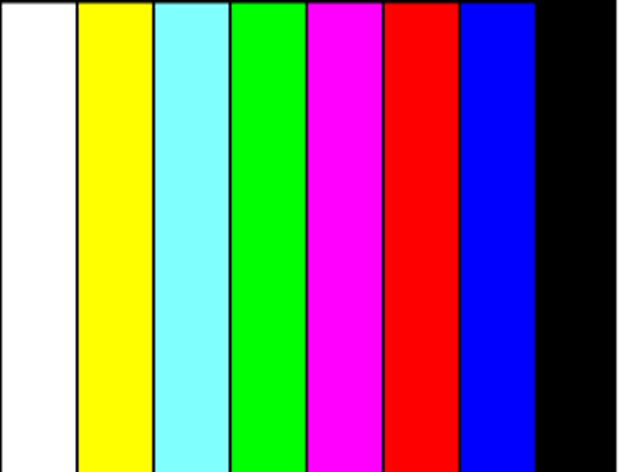
Barras de color EBU.

| Color    | Luminancia Y | R-Y   | B-Y   | S    | Y+S  | Y-S   |
| -------- | ------------ | ----- | ----- | ---- | ---- | ----- |
| Negro    | 0            | 0     | 0     | 0    | 0    | 0     |
| Rojo     | 0,30         | 0,70  | -0,30 | 0,76 | 1,06 | -0,46 |
| Amarillo | 0,89         | 0,11  | -0,89 | 0,9  | 1,79 | -0,01 |
| Verde    | 0,59         | -0,59 | -0,59 | 0,83 | 1,41 | -0,24 |
| Cian     | 0,70         | -0,70 | 0,30  | 0,76 | 1,46 | -1,06 |
| Azul     | 0,11         | -0,11 | 0,89  | 0,90 | 1,01 | -0,79 |
| Magenta  | 0,41         | 0,59  | 0,59  | 0,83 | 1,24 | -0,42 |
| Blanco   | 1            | 0     | 0     | 0    | 1    | 1     |

## Mira de barras EBU
La Unión Europea de Radiodifusión (UER) desarrolló una carta de color ordenando las barras de la mira rainbow según el nivel de luminancia en orden decreciente. Se obtiene de esta forma una carta que es muy fácil de identificar, con una escala de grises, que comenzando en el blanco finaliza en el negro, ambos colores sin información de crominancia. Estas barras son las utilizadas donde los Sistemas PAL Sistema PAL en España, PAL-N en Argentina, Paraguay y Uruguay y otros países.
La tabla que representa los niveles de los diferentes componentes de la señal de las barras de color es la siguiente:
| Color    | Luminancia Y | R-Y   | B-Y   | S    | Y+S  | Y-S   |
| -------- | ------------ | ----- | ----- | ---- | ---- | ----- |
| Blanco   | 1            | 0     | 0     | 0    | 1    | 1     |
| Amarillo | 0,89         | 0,11  | -0,89 | 0,9  | 1,79 | -0,01 |
| Cian     | 0,70         | -0,70 | 0,30  | 0,76 | 1,46 | -1,06 |
| Verde    | 0,59         | -0,59 | -0,59 | 0,83 | 1,41 | -0,24 |
| Magenta  | 0,41         | 0,59  | 0,59  | 0,83 | 1,24 | -0,42 |
| Rojo     | 0,30         | 0,70  | -0,30 | 0,76 | 1,06 | -0,46 |
| Azul     | 0,11         | -0,11 | 0,89  | 0,90 | 1,01 | -0,79 |
| Negro    | 0            | 0     | 0     | 0    | 0    | 0     |

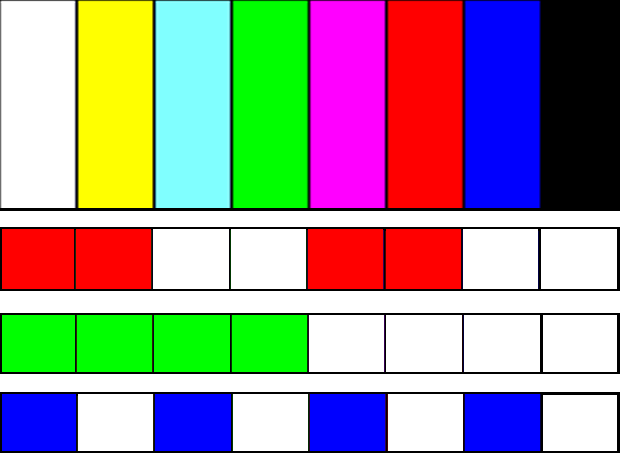
Composición por de las señales RGB de las barras de color EBU.

Los valores indicados en la tabla son para el caso en que la crominancia está al 100% de saturación al igual que la lumináncia. Esto es que las señales RGB (rojo verde y azul) generadas son a "1". Estos valores causarían interferencias en los sistemas de transmisión por lo que se suele proceder a la ponderación de las componentes de color a un 78% quedando estos en:
- Cromináncia roja: V`= 0.88(R - Y) = 0,6R - 0,5G - 0,1B.
- Cromináncia azul: U`= 0,49(B - Y) = 0,15R - 0,30G - 0,45B.

## Carta de barras UER al 75% de croma
A excepción de los colores puros, en una imagen real rara vez los colores superan la saturación del 75%. Por este motivo se recurre al uso de las barras de color con la saturación reducida al 75%, excepto en la barra blanca. Estas barras son muy intuitivas al tener las características, en su representación en el monitor forma de onda, de que el borde superior del paquete de subportadora correspondiente a las barras amarilla y turquesa (cyan) queda enrasados con el borde superior de la barra blanca, justo al nivel de la máxima lumináncia y el borde inferior del paquete de la croma de la barra verde se apoya en el nivel de negros de la señal de vídeo mientras que los límites inferiores de los paquetes correspondientes a los colores azul y rojo también se encuentran enrasados. Esto permite, en un solo vistazo, hacerse una idea muy rápida de la situación de trabajo del sistema en prueba o producción.
La carátula del vectoscopio tiene las casillas de tolerancia para cada color, estrictas para la visión humana. En barras nacientes la tolerancia es menor. La indicación de mayor tolerancia es para señales que ya han pasado por algún proceso o atravesado algún sistema. Esta señalización indica distorsiones perceptibles al ojo humano. La diferente sensibilidad del ojo al tipo de color hace que las tolerancias no sean iguales para todos los colores que componen las barras. Mientras que para el magenta el ojo es indulgente, para los cercanos al color "carne" es mucho más estricto según demostró Mac Adam.

## Barras SMPTE

Barras de color SMPTE.

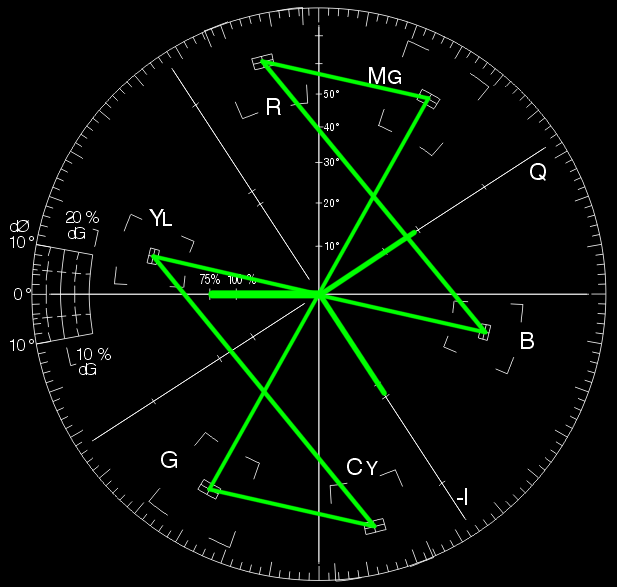
Barras de color SMPTE color vistas en un vectoscopio NTSC.

Otro tipo de barras de color que se utilizan, principalmente en el sistema NTSC, son la barras SMPTE (Society of Motion Picture and Television Engineers asociación de ingenieros de imagen en movimiento y televisión) que referencia su carta de barras como Engineering Guideline EG 1-1990.
Como las barras UER es el estándar utilizado en el sistema NTSC para realizar las verificaciones de los sistemas de generación, tratamiento y transmisión de la señal de vídeo.
En esta mira o carta de barras, las barras de color ocupan dos tercios de la imagen de televisión. Son barras al 75% de amplitud tanto en croma como en luminancia, de tal forma que la barra blanca es, en este caso, gris. Estas barras carecen de la barra negra. 
Debajo de las barras propiamente dichas hay una pequeña porción de barras con los colores, azul, magenta, cian y blanco alternados en donde el color cian está bajo el magenta y el magenta bajo el cian para facilitar el ajuste de tinte (hue) exclusivo del NTSC.
El área inferior esta ocupada por las barras (o pulsos) de PLUGE (picture lineup generating equipment, equipo de generación de señal de ajuste de imagen) para ajustar el brillo y contraste de los monitores de TV. Es un cuadrado saturado al 100% blanco y un rectángulo negro, saturado al 7,5%. Las últimas versiones de estas barras contienen un rectángulo negro (0% de nivel de vídeo) situado debajo de la barra roja.

Muchas veces se acompaña a la señal de barras de color una señal de un tono de audio de 1kHz que sirve para testear los canales de audio.

### Ajuste de un monitor con las barras SMPTE
Las barras de color SMPTE tienen incorporada la señal de pluge que permiten realizar el ajuste de la imagen de un monitor de vídeo. Para realizar dicho ajuste hay que seguir los siguientes pasos después de las consideraciones previas que se indican. Antes de realizar el ajuste el monitor debe estar a la temperatura de trabajo, para ello hay que conectarlo y mantenerlo en funcionamiento por un periodo de media hora. El ajuste se debe realizar en condiciones de iluminación similares a las que van a existir en el lugar de trabajo en el que se va a utilizar.
Ajuste
1. Conectar las barras de color al monitor.
2. Poner el contraste en su punto medio.
3. Bajar la croma hasta que el color desaparezca de la pantalla.
4. Bajar el brillo hasta que desaparezca la segunda barra del pluge, la 7.5 (no se debe ver la transición entre esta y la barra de su izquierda (3.5).
5. Mover el contraste hasta que la barra blanca se vea con buen nivel.
En este punto, se debe ver bien la barra blanca inferior (la de 100IRE) y de la barras de pluge solo se debe ver diferencia entre la segunda y la tercera.
6. Poner el monitor en blue only (solo azul).
7. Ajustar el mando de croma hasta que las barras gris (a la izquierda) y azul (a la derecha) tengan el mismo brillo.
8. Ajustar el mando de tinte (Hue) (solo para monitores NTSC) hasta conseguir que las barras cyan y magenta tengan el mismo brillo.
9. Desactivar el modo blue only.

## Otros tipos de barras
Hay otros tipos e barras menos utilizados como los siguientes:
- Barras al 100%, con una amplitud del 100% una saturación del 100% con barra blanca y barra negra.
- Barras al 95%, con una amplitud del 100% una saturación del 98% con barra blanca y barra negra.
- Barras al 75% (USA), con una amplitud del 75% una saturación del 100% con barra gris al 75% del blanco y barra negra.

## Barras de color en la alta definición,x.v. colour bars

Barras de color SMPTE para alta definición.

La televisión de alta definición redefine un nuevo  espacio de color con una redefinición de la luminancia. La señal de barras de color se debe de modificar para adaptarla a las nuevas características. Por ello se han diseñado un nuevo estándar de barras de color conocido como barras x.v. en las cuales la luminancia tiene niveles diferentes en cada escalón produciéndose un salto entre el verde y magenta.

## La representación en el vectoscopio
El vectoscopio nos indica la información correspondiente al color. En el eje abcisas se representa la componente diferencia de color B-Y y en el de las ordenadas el R-Y. La representación del vector representa, en su argumento, tinte o tono, es decir el color. Mientras que el módulo nos indica la saturación, es decir la cantidad de color. La salva de color da la referencia para la determinación de los ángulos de los vectores representados, es decir, de los colores. Por este motivo es imprescindible la colocación en el lugar correcto de la salva en la carátula del instrumento. En PAL la salva cambia línea a línea entre 135° y 225° por lo que la representación de los colores se realiza doblemente uno por encima del eje X y otra por debajo del mismo. En NTSC, al no existir esa alternancia en la fase de la croma la representación solamente se realiza una sola vez.
La representación de los colores en el vectoscopio es fundamental para el control de la producción, posproducción y emisión de televisión, tanto en el dominio digital como en el analógico.